# Ново-Останкино
Ново-Останкино (Новоостанкино, Новое Останкино) — бывший посёлок, вошедший в состав Москвы. Название получил по находившемуся рядом селу Останкино. Располагался на территории нынешнего Останкинского района. Память о бывшем посёлке сохранилась в названии Новоостанкинских улиц.

## История
Посёлок возник не позднее второй половины XIX века неподалёку от села Останкино. Входил в состав Ростокинской волости Московского уезда Московской губернии. По данным переписи 1869 года, в посёлке было 66 домохозяйств и проживало 184 человека (74 мужчины и 110 женщин). По данным переписи 1881 года, в посёлке было 32 домохозяйства и проживало 99 человек (51 мужчина и 48 женщин).
В 1917 году посёлок вошёл в состав Москвы. В 1928 году улицы посёлка получили название Новоостанкинских. В частности, были 1-я — 3-я Новоостанкинские улицы, 1-й — 3-й Новоостанкинские переулки и 1-й — 10-й Новоостанкинские проезды. В 1934 году в 1-м Новоостанкинском проезде (ныне улица Кондратюка) было построено кирпичное здание школы № 304. В 1935 году по типовому проекту архитектора В. А. Ершова в 5-м Новоостанкинском проезде было построено здание школы № 34 (ныне снесено).
В 1950-х — 1960-х годах на месте посёлка началось массовое жилищное строительство.